# Inodrillia gibba
Inodrillia gibba är en snäckart som beskrevs av Bartsch 1943. Inodrillia gibba ingår i släktet Inodrillia och familjen Turridae. Inga underarter finns listade i Catalogue of Life.